# Toronto Police Service

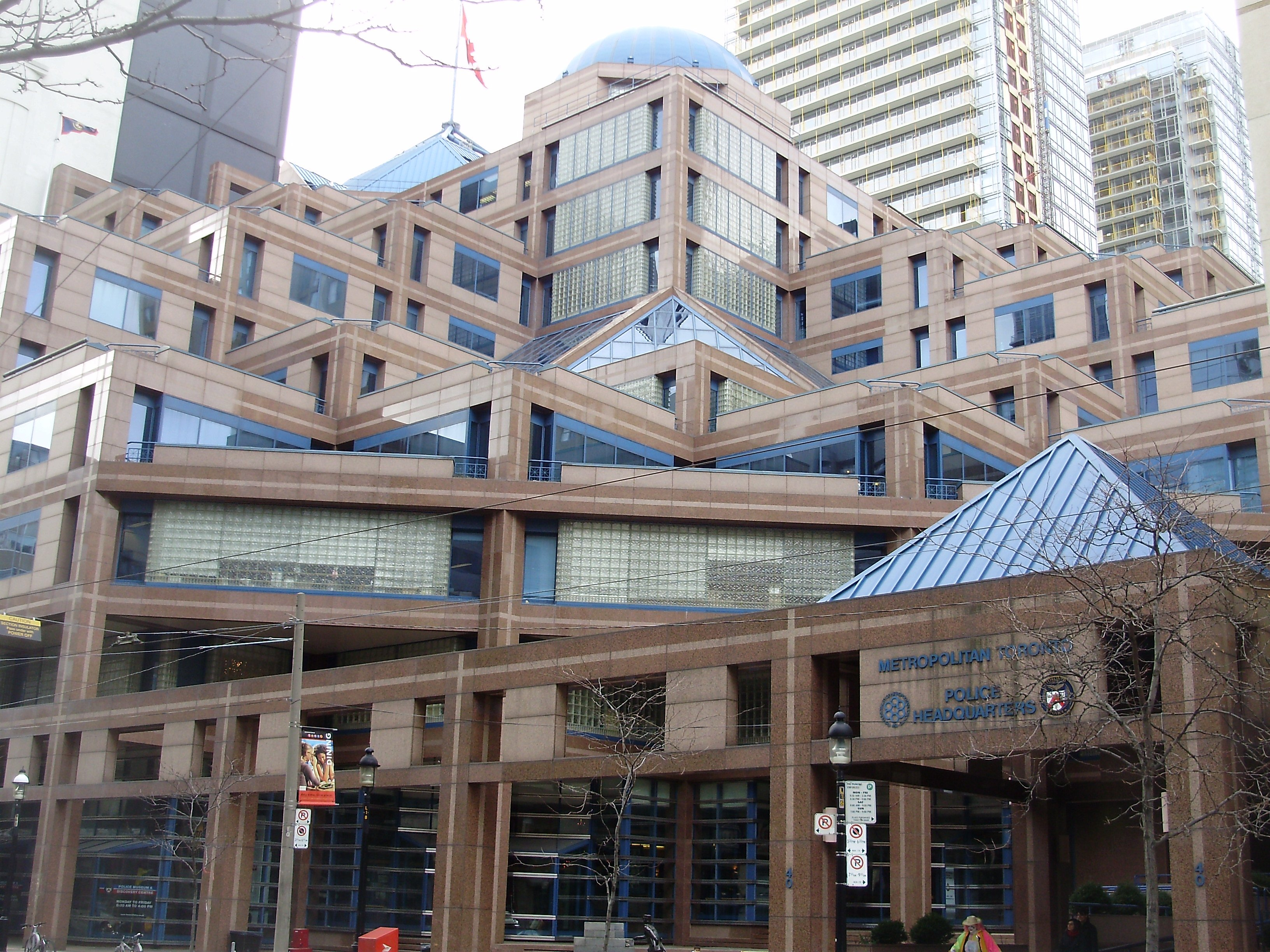
Hauptsitz des Toronto Police Service, 2008

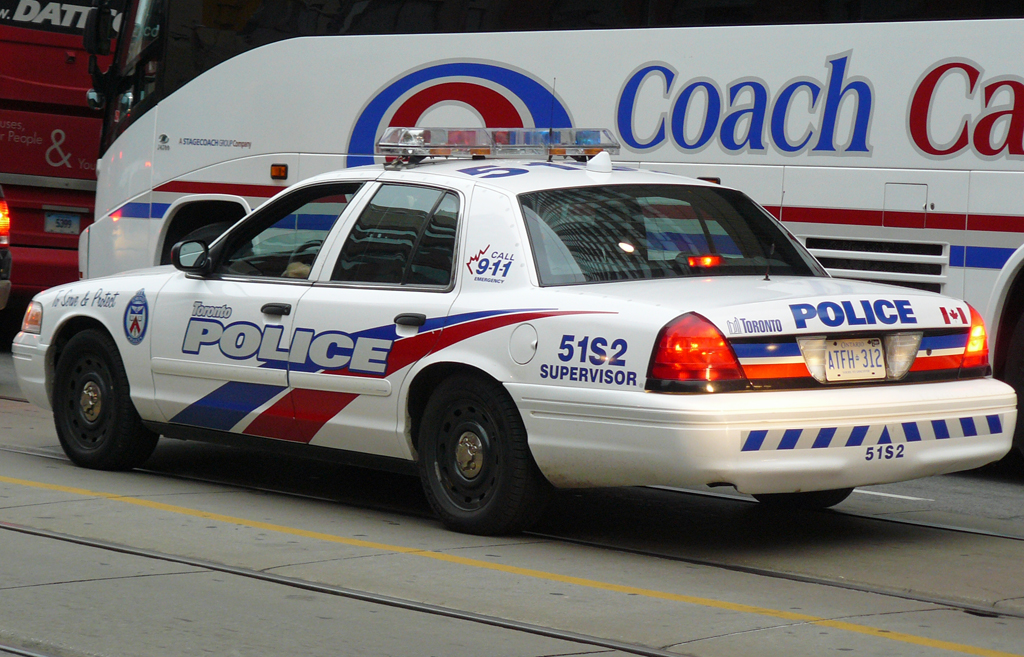
Ein Streifenwagen des 51. Polizeireviers in Toronto

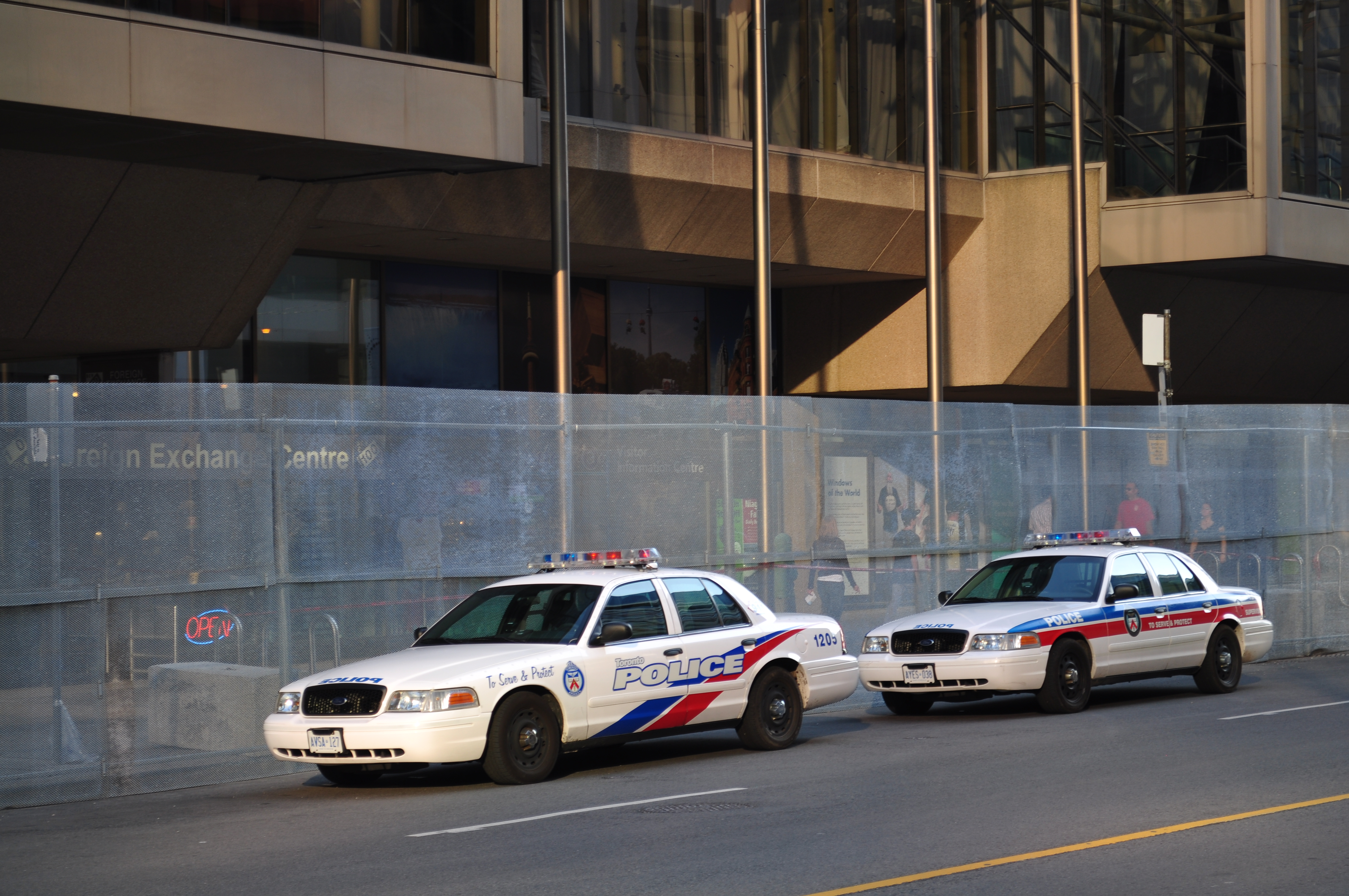
Streifenwagen des Toronto Police Service beim G20-Treffen in Toronto im Juni 2010

Der Toronto Police Service (TPS), ehemals Metropolitan Toronto Police, ist der Polizeidienst der kanadischen Stadt Toronto. Er ist die größte regionale sowie die drittgrößte kanadische Polizeibehörde nach der Royal Canadian Mounted Police und der Ontario Provincial Police und mit der Aufrechterhaltung von Recht und Ordnung und den Kriminalermittlungen in der Stadt Toronto betraut. Der TPS wurde 1834 begründet und umfasst heute einen Behördenapparat von 5710 uniformierten und 2500 zivilen Beamten mit einem Gesamtbudget von 1 Mrd. CAD.

## Geschichte
Die Gründung erfolgte im Jahr 1834. Vor 1920 mussten aufgrund von Personalmangel gelegentlich auch private Detekteien mit Fallermittlungen beauftragt werden. Erst Ende 1920 war die Polizei soweit ausgestattet, dass sie alle Ermittlungen selbstständig ausführen konnte. In den 1930er und 1940er Jahren war Dennis „Deny“ Draper als Polizeichef im Amt. Draper, ein konservativer ehemaliger Brigadegeneral, missbrauchte sein Amt für politische Zwecke. Er machte negative Schlagzeilen, weil er, während der Großen Depression Ende 1930, brutales Vorgehen der Polizisten gegen Gewerkschaften und deren Vertreter sowie gegen Arbeitslose und Obdachlose Bürger befohlen hatte. Nachdem der Polizeichef für weitere Skandale sorgte, als er von Reportern fotografiert wurde, wie er betrunken Auto fuhr und kurz daraufhin verhaftet wurde, wurde er suspendiert. 1948 gab die Stadtverwaltung bekannt, dass ein neuer Polizeichef die Aufgaben übernehmen soll. Diesmal sollte jedoch ein Polizist aus den eigenen Reihen die Aufgaben übernehmen. Die Entscheidung fiel auf John Chisholm, einem älteren sehr bekannten und geschätzten Polizeiinspektor. 1955 erfolgte die Gründung des Toronto Police Services Board. Nachdem das Polizeipersonal zunahm, die Polizeiorganisation an sich wuchs und die Komplexität diese zu führen immens stieg, sah sich Chisholm nicht im Stande diese Aufgabe zu bewältigen. Nachdem Chisholm immer wieder Konflikte mit Vorgesetzten und der Stadtverwaltung hatte, erschoss er sich in seinem Wagen am High Park mit seiner Dienstwaffe. Durch die Bildung der übergeordneten Verwaltungseinheit Metro Toronto im Jahre 1954 erfolgte zugleich die Zusammenführung weiterer Bezirke und Dienststellen der Polizei und die Umbenennung in Metropolitan Toronto Police Force. Seit 1998 besteht der Toronto Police Service, der Zuständigkeit für das gesamte Stadtgebiet hat und mit den weiteren Sicherheitseinrichtungen wie Feuerwehr und Katastrophenschutz zusammenarbeitet.

## Gegenwart
Heute übernimmt die Polizei vielfältige Aufgaben. Dazu arbeitet sie mit anderen Sicherheitsorganisationen, wie dem Toronto Emergency Medical Services (medizinische Rettungsversorgung) und dem Toronto Fire Services (TFS) sowie mit den Polizeidirektionen aus der Greater Toronto Area (GTA) zusammen.
Zu den Aufgaben zählen:
- die Gefahrenabwehr
- Strafverfolgung
- Schutz

## Organisation
Das Hauptquartier des Toronto Police Service befindet sich auf der College Street in Höhe der Bay Street in der Innenstadt von Toronto.

### Gliederung
Aktuell ist die Polizei von Toronto in 4 Kommandos (Command) mit zahlreichen Untereinheiten gegliedert.
- Corporate Services Command
- Information & Technology Command
- Community Safety Command
  - West Field Command
  - East Field Command
  - Field Services
- Specialized Operations Command
  - Public Safety Operations
  - Detective Operations

Funktionell werden dabei folgende Aufgaben übernommen:
- Die Polizei übernimmt vor allem allgemeine Aufgaben der Aufrechterhaltung der öffentlichen Sicherheit und Ordnung, allgemeine Strafverfolgung und Straßenverkehrsüberwachung. Ferner sind sie bei Eilbedürftigkeit für die Verkehrslenkung und Verkehrsregelung zuständig.
- Die Verkehrspolizei ist vor allem für Überwachung des fließenden Verkehrs, der Unfallaufnahme und Verkehrskontrollen wie überhöhte Geschwindigkeit zuständig.
- Die Kriminalpolizei  ist auf die Prävention und Verfolgung von Verbrechen und Vergehen spezialisiert.
- Die Bereitschaftspolizei unterstützt den polizeilichen Einzeldienst bei seiner Aufgabenwahrnehmung im täglichen Dienst und insbesondere bei außergewöhnlichen Einsätzen wie Großeinsätze (u. a. Fußballspiele, Konzerte, Demonstrationen, Objektschutz usw.).
- Die Wasserschutzpolizei ist für schifffahrtsbezogene Kriminalitätsvorbeugung, die Straf- und Ordnungswidrigkeitenverfolgung, den Umweltschutz sowie die Verkehrssicherheit im Wasser zuständig.

Die Stadt ist in zwei Polizeibezirke gegliedert, die jeweils mehrere Stadtteile umfassen und weitere Districte unterteilt wurden:
- Old Toronto sowie Teile von East York und York
- North York, Scarborough und Etobicoke sowie Teile von East York und York

## Einheiten

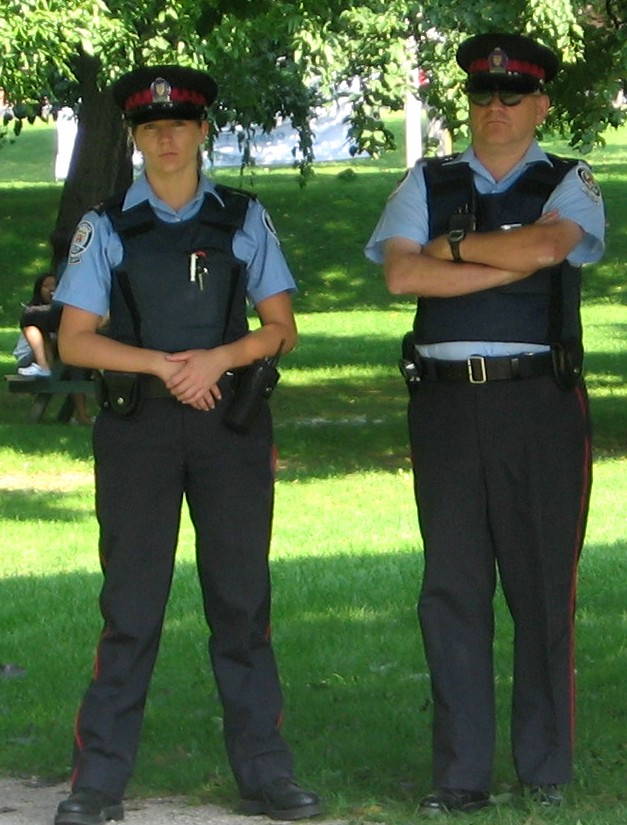
Uniformierte Polizisten

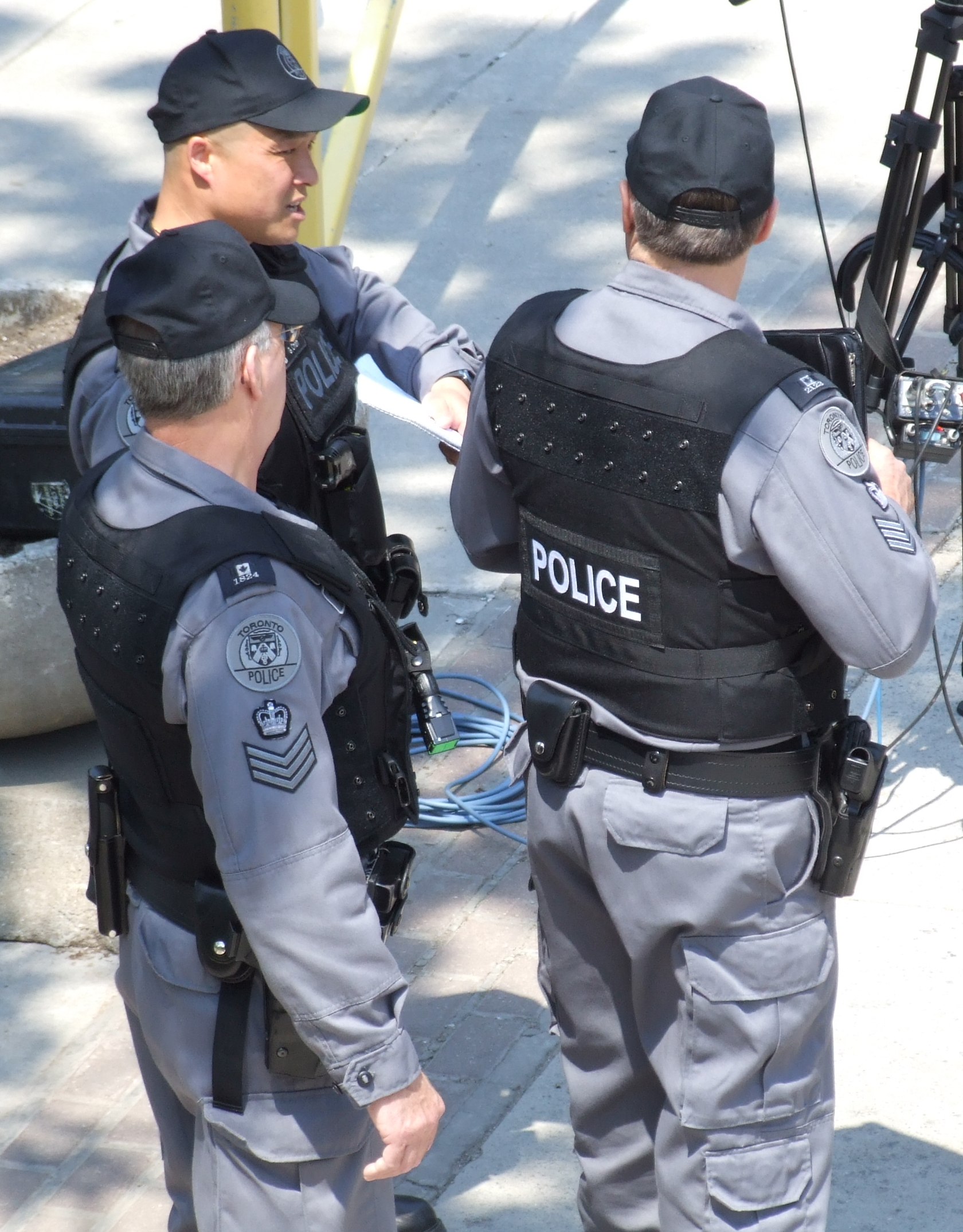
Toronto Police Emergency Task Force während eines Einsatzes

### West Field Command
- 11 District und 22 District
- 12 District und 23 District
- 14 District
- 31 District
- 51 District
- 52 District

### East Field Command
- 13 District und 53 District
- 32 District und 33 District
- 54 District und 55 District
- 41 District
- 42 District
- 43 District

### Public Safety Operations
Diesem Bereich gehörten unter anderem die folgenden Spezialbereiche an:

#### Emergency Task Force
Die Emergency Task Force ist ein Zusammenschluss der:
- Toronto Fire Services (TFS) – Feuerwehr in Toronto
- Toronto Emergency Medical Services (EMS) – Rettungsdienste für medizinische Bereiche (Krankenwagen)
- Heavy Urban Search and Rescue – Katastrophenschutz

#### Mounted Unit

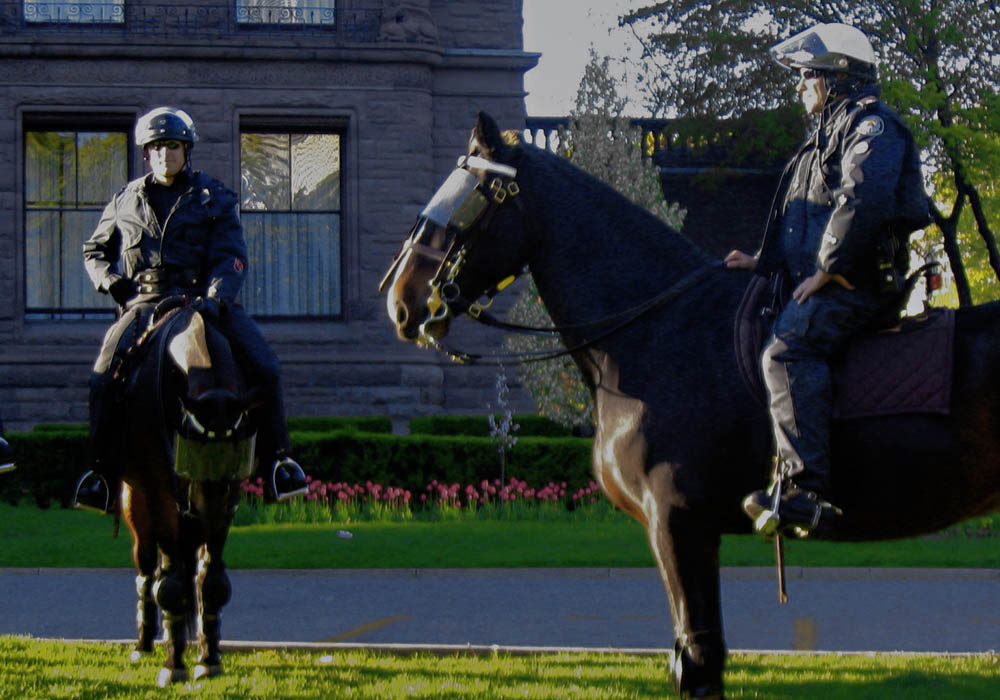
Mitglieder der Mounted Unit des Toronto Police Service

Die Mounted Unit des Toronto Police Service ist die berittene Polizeistreife von Toronto. Sie wurde im Jahre 1886 gebildet. Die Einheit verfügt über 27 Polizeipferde und 40 Police Officer.

#### Marine Unit
Die Marine Unit des Toronto Police Service ist zuständig für die Wasserwege in der größeren Umgebung von Toronto. Er patrouilliert auf dem Ontariosee und verfügt über 15 Polizeiboote. Sie sind vorwiegend in der Gegend um Etobicoke (Humber Bay West Park) und Toronto Harbour sowie in Scarborough (Bluffer's Park) stationiert.
Sie arbeiten zusammen mit:
- den Kanadischen Streitkräften, die auf der Luftwaffenstützpunkt Trenton stationiert sind, zur Suche und Rettung von Schiffbrüchigen;
- der Peel Regional Police Marine Unit;
- der Durham Regional Police Marine Unit;
- der Niagara Regional Police Service Marine Unit;
- der Halton Regional Police Marine Unit;
- der Hamilton Police Service (Ontario) Marine Unit.

#### Police dog services
Der Police dog services ist auch unter der Bezeichnung Toronto Police K-9 bekannt. Er wurde im Jahre 1989 gebildet und verfügt über insgesamt 17 Hunde, die trainiert sind, unerlaubte Betäubungsmittel und explosive Materialien zu erkennen. Des Weiteren werden diese Hunde auch zur Suche nach vermissten Personen eingesetzt. Die 21 Beamten der Hundestaffel sind im 44 Beechwood Drive in East York stationiert.

### Detective Operations
Die Detektive sind in Spezialabteilungen zusammengefasst, die in folgenden Bereichen tätig sind:
- Homicide Squad (bei Tötungsdelikten)
- Drug Squad (Drogenvergehen)
- Fraud Squad (Betrugsdelikten)
- Hold-Up Squad (Raubüberfälle)
- Sex Crimes Unit (Sexualverbrechen)
- Guns and Gangs Unit (Gruppenkriminalität)
- Organized Crime Enforcement (organisierte Kriminalität)
- Intelligence Services (verdeckte Ermittlungen)
- Forensic Investigation Service (forensische Wissenschaften)
- Provincial ROPE Squad
- Toronto Anti-Violence Initiative Strategy (TAVIS)

## Polizeichefs
Toronto Police Department:
- 1834: William Higgins
- 1835: George Kingsmill
- 1836: James Stitt
- 1837–1846: George Kingsmill
- 1847–1852: George Allen
- 1852–1858: Samuel Sherwood
- 1859–1873: William Stratton Prince
- 1874–1886: Frank C. Draper
- 1886–1920: H.J. Grasett
- 1920–1928: Samuel J. Dickson
- 1928–1946: Dennis Draper
- 1946–1956: John Chisholm

Umbenennung in Metro Toronto Police (1956 bis 1995), Metro Toronto Police Service (1995 bis 1998) und Toronto Police Service (1998 bis heute):
- 1957–1958: John Chisholm (gestorben 1958 durch Suizid)
- 1958–1970: James Page Mackey
- 1970–1980: Harold Adamson
- 1980–1984: Jack W. Ackroyd (verstorben 1992)
- 1984–1989: Jack Marks (verstorben 2007)
- 1989–1995: William J. McCormack
- 1995–2000: David Boothby
- 2000–2005: Julian Fantino
- 2005–2005: Mike Boyd 2 (nur zwischenzeitlich)
- 2005–2015: Bill Blair
- 2015–2020: Mark Saunders
- seit 2020: James Ramer

## Ausrüstung

### Bewaffnung
- Glock 22 – .40 S&W, Standardwaffe der uniformierten Beamten
- Glock 27 – .40 S&W, kompakte Dienstwaffe der Ermittlungsbeamten
- Glock 17 – 9 × 19 mm, wird genutzt von der Emergency Task Force (ETF)
- Glock 19 – 9 × 19 mm, wird genutzt von der Emergency Task Force
- Taser
- Pfefferspray

### Weitere Waffen
- HK MP5 – Maschinenpistole
- Remington 700 – Repetiergewehr
- Remington 870 – Vorderschaftrepetierflinte
- Mossberg 500 – Vorderschaftrepetierflinte
- Colt Canada C7 rifle
- Taser International M18
- Taser International X26
- Pfefferspray
- Tränengas

### Fahrzeuge

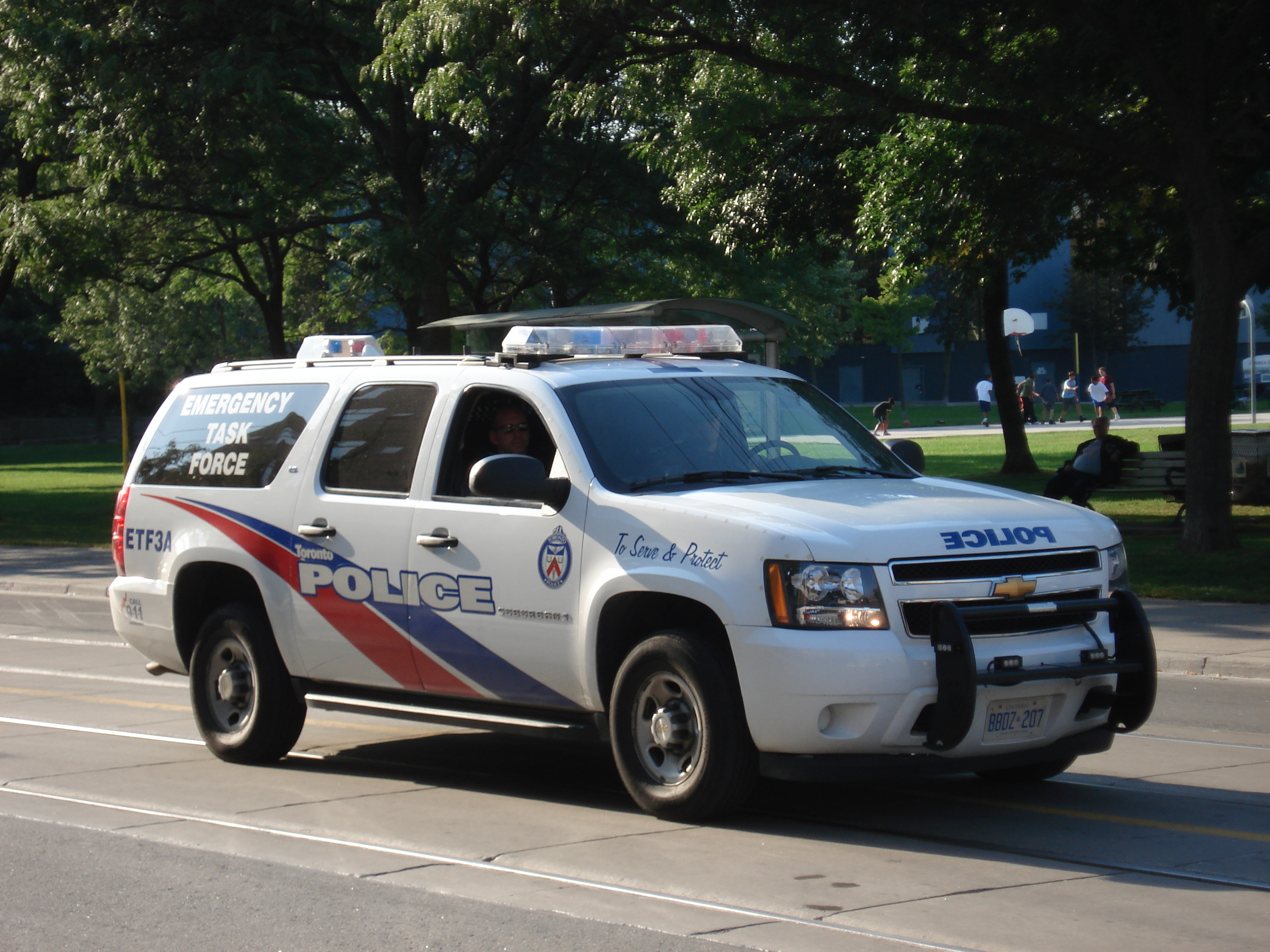
ETF-Fahrzeug auf der Queen Street während eines Banküberfalls

Aktuell im Dienst genutzte Streifenwagen (kleine Übersicht über die am häufigsten genutzten Fahrzeugmodelle):
| Hersteller/Model                   | Einsatzzweck                                | Herstellungsland          | Anmerkungen                                                                   |
| ---------------------------------- | ------------------------------------------- | ------------------------- | ----------------------------------------------------------------------------- |
| Chevrolet Cavalier                 | Ordnungspolizei                             | Mexiko Vereinigte Staaten | wird von der Ordnungspolizei genutzt (Politessen), kein Streifenfahrzeug      |
| Ford Crown Victoria                | Allgemein mehrzweck genutzter Streifenwagen | Kanada                    | Nutzung für die Verkehrsüberwachung, sowie bei Straf- und Diebstahlsdelikten. |
| Dodge Charger (LX)                 | Allgemein genutztes Streifenfahrzeug        | Kanada                    |                                                                               |
| Dodge Neon                         | Ordnungspolizei                             | Vereinigte Staaten        |                                                                               |
| Chevrolet Malibu                   | Allgemein genutztes Streifenfahrzeug        | Vereinigte Staaten        | wird auch von der Ordnungspolizei genutzt.                                    |
| Chevrolet Suburban                 | Allgemein genutztes Streifenfahrzeug        | Vereinigte Staaten        |                                                                               |
| Honda Civic Hybrid                 | Ordnungspolizei                             | Kanada                    |                                                                               |
| Chevrolet Express                  | ---                                         | Vereinigte Staaten        | Unterstützungsfahrzeug für alle Einheiten.                                    |
| Ford F-350                         | wird von der Reiterstaffel genutzt          | Vereinigte Staaten        |                                                                               |
| Ford F-series / GMC Vandura Trucks | Gefangenentransport                         | Kanada                    | Einsatz bei allen Einheiten.                                                  |
| Freightliner Trucks                | Spezialkommando                             | Vereinigte Staaten        | Mobiles Einsatzkommandozentrum.                                               |

Daneben verfügen die Beamten über Motorräder des Typs BMW K1 und Harley-Davidson FL sowie diverse Fahrzeuge für unwegsames Gelände. Des Weiteren verfügt der Toronto Police Service über mehrere Patrouillenboote.

## Rezeption
Durch den kanadischen Schriftsteller und Hochschullehrer Eric Wright hat die Polizei Torontos auch Eingang in die Kriminalliteratur gefunden, indem er in seinen preisgekrönten Romanen den Polizeialltag seiner fiktiven Figur Charlie Salter beschreibt.
In der, vom Task Force Officer Calum de Hartog mitentwickelten CBC-Fernsehserie Cracked wurde rund um eine Psych Crime Unit auch die Arbeit des Toronto Police Services gezeigt. Die Serie wurde auch in Deutschland ausgestrahlt.